# Katarina Bedina
Katarina Bedina, slovenska muzikologinja in pedagoginja, * 9. julij 1940, Tivat, Črna gora, † 16. oktober 2015, Ljubljana.

## Življenje in delo
Leta 1964 je diplomirala na zgodovinskem oddelku Akademije za glasbo v Ljubljani. Magistrirala je leta 1980 na oddelku za muzikologijo filozofske fakultete v Ljubljani, ter 1985 tam tudi doktorirala. Njeno znanstveno delo je usmerjeno na preučevanje slovenske glasbene zgodovine. O tem je napisala več analitičnih študij, ki osvetljujejo nekatera vprašanja naše sodobne glasbene ustvarjalnosti in objavila več monografij in znanstvenoraziskovalnih člankov.  Bila je predavateljica in v letih 1996−2000 tudi predstojnica oddelka za muzikologijo filozofske fakultete.

## Monografije
- List nove glasbe : osebnost in delo Franca Šturma (COBISS)
- Nepopustljivi Škrabčev boj za slovensko liturgično petje (COBISS)